# 托尔瑙纳道什考
托尔瑙纳道什考，是匈牙利包尔绍德-奥包乌伊-曾普伦州所辖的一个村。总面积7.83平方公里，总人口614，人口密度78.4人/平方公里（2011年1月1日）。